# Anders Atterberg
Anders Johan Atterberg, född 28 mars 1845 i Härnösand, död 12 april 1926 i Göteborg, var en svensk uppfinnare, ingenjör och kommunalman. Han var far till kompositören Kurt Atterberg och bror till kemisten Albert Atterberg.
Atterberg, vars far var byggmästare, blev 1861 elev vid Teknologiska institutet, varifrån han utexaminerades 1864. Han avlade examen vid Krigshögskolan 1869. Han praktiserade som murare somrarna 1861–64, var elev vid statens järnvägsbyggnader 1865–66, konstruktör vid Munkfors bruk 1870, ingenjör vid undersökningen för Norra stambanan 1870–71, konstruktör och byggmästare vid Långbanshyttans bessemerverk 1871–72, överingenjör vid Uddeholmsverken 1872–79, chef för Nordmark–Klarälvens järnvägsbyggnad 1873, delägare i ingenjörsfirman Edwin Andrén & Co. i Göteborg från 1879 samt teknisk chef för Göteborgs Elektriska AB 1886–1909. Han var ledamot i styrelsen för Chalmers tekniska läroanstalt från 1893. 
Atterberg var verksam som konstruktör och tillverkare av elektriska maskiner och apparater; han konstruerade och utförde stora vandrande kranar för virkeslastning (patenterade), detaljer för elektrisk tågbelysning (patenterade), den första elektriska borrmaskinen i Sverige, den första elektriska spårvagnen i Sverige och det första ackumulatorloket i Sverige.